# Synagoge (Framersheim)
Die Synagoge in Framersheim stand in der Bahnhofstraße 5. Bei den Novemberpogromen 1938 wurde sie verwüstet und niedergebrannt. Das Grundstück wurde später mit einem Wohnhaus bebaut.

## Synagoge
Weder über das Baujahr noch über die Architektur der Synagoge sind Informationen erhalten geblieben. Erstmals erwähnt wird die Synagoge 1835 in einem Bericht des Kreisrates über eine Inspektionsreise. Die Synagoge stand in der Bahnhofstraße 5. 1935 wurde sie, obwohl aufgrund der geringen Mitgliederzahl der jüdischen Gemeinde nur noch selten genutzt, instand gesetzt. Bei den Novemberpogromen 1938 wurde sie vollständig verwüstet und niedergebrannt. Auf dem Grundstück wurde anschließend ein Wohnhaus errichtet.

## Jüdische Gemeinde Framersheim
Die jüdische Gemeinde bestand von 1692 bis 1938. Bis in die Mitte des 19. Jahrhunderts stieg die Zahl der Mitglieder der jüdischen Gemeinde an und erreichte 1861 ihren Höchststand. In den folgenden Jahrzehnten wanderten immer mehr Mitglieder der jüdischen Gemeinschaft aus. Ab 1933, nach der Machtergreifung Adolf Hitlers, wurden die jüdischen Einwohner immer mehr entrechtet. Zudem kam es immer wieder zu antijüdischen Aktionen. Dies hatte zur Folge, dass viele jüdischen Familien die Gemeinde verließen und zum Teil nach Palästina, Südafrika und Südamerika auswanderten. Neben einer Synagoge verfügte die Gemeinde über eine Mikwe und eine jüdische Schule. Zeitweilig war ein eigener Lehrer angestellt, der auch die Aufgaben des Vorbeters und Schochet innehatte. Die Toten wurden auf dem jüdischen Friedhof Framersheim beigesetzt.

## Entwicklung der jüdischen Einwohnerzahl
| Jahr   | Juden | Jüdische Familien | Bemerkung                                 |
| ------ | ----- | ----------------- | ----------------------------------------- |
| 1800   | 42    |                   |                                           |
| 1806/7 |       | 6                 |                                           |
| 1817   |       | 12                |                                           |
| 1824   | 68    |                   |                                           |
| 1861   | 105   |                   | 7 Prozent der Bevölkerung von Framersheim |
| 1880   | 72    |                   |                                           |
| 1900   | 58    |                   |                                           |
| 1910   | 45    |                   |                                           |
| 1933   | 30    |                   |                                           |
| 1938   | 29    |                   |                                           |
| 1939   | 1     |                   |                                           |

Quelle: alemannia-judaica.de; jüdische-gemeinden.de;

## Opfer des Holocaust
Das Gedenkbuch – Opfer der Verfolgung der Juden unter der nationalsozialistischen Gewaltherrschaft 1933–1945 und die Zentrale Datenbank der Namen der Holocaustopfer von Yad Vashem führen 18 Mitglieder der jüdischen Gemeinschaft Framersheim (die dort geboren wurden oder zeitweise lebten) auf, die während der Zeit des Nationalsozialismus ermordet wurden.